# Henning Stegelmann
Henning Stefan Stegelmann (* 29. April 1964 in Immenstadt im Allgäu) ist ein deutscher Synchronautor und Dialogregisseur.

## Leben
Er ist der Sohn des Schauspielers und Synchronregisseurs John Pauls-Harding und der Filmeditorin Wicky Strohmeyer. Stegelmann wuchs in Hamburg auf. Nach seinem Abitur 1983 studierte er allerlei (Jura, Germanistik, Philosophie, Geschichte, Architektur), ohne einen Abschluss zu machen. Er nahm Unterricht in Sprecherziehung und jobbte als Schauspieler. Ab 1988 schrieb er unter anderem fürs Fernsehen und das Satiremagazin Kowalski. Er arbeitete als freier Lektor und Übersetzer (Fever Pitch von Nick Hornby gemeinsam mit Marcus Geiss). Eine seiner ersten Aufgaben als Synchronbuchautor war die Arbeit an der rekonstruierten Fassung von Luchino Viscontis „Der Leopard“ für das ZDF. Für Sat. 1 war er mit Sven und Jens Böttcher verantwortlich für das Format „Funny Dubbing“. Seit 1999 verdient er sein Geld fast ausschließlich mit der Synchronisation von Filmen und TV-Serien.

## Filmografie (Auswahl)
- Augen der Angst - Peeping Tom (GB 1959, Regie: Michael Powell, Darsteller: Karlheinz Böhm, Anna Massey) (Neusynchronisation für DVD)
- Brooklyn Babylon (F/USA 2000, Regie: Marc Levin, Darsteller: Tariq Trotter, Karen Goberman) (DVD)
- Code 46 (GB 2003, Regie: Michael Winterbottom, Darsteller: Tim Rollins, Samantha Morton) (Kino)
- Elite Squad (Tropa de Elite) (Brasilien 2007, Regie: José Padilha, Darsteller: Wagner Moura, Caio Junqueira, André Ramiro) (Kino)
- Home (CH 2008, Regie: Ursula Meier, Darsteller: Isabelle Huppert, Olivier Gourmet) (Kino, nur Dialogbuch)
- It's Hard to be Nice (Bosnien und Herzegowina/D/GB/Slowenien/Serbien 2007, Regie: Srdjan Vuletić, Darsteller: Saša Petrovic, Daria Lorenci) (Rivafilm/Arte/ZDF)
- Monsieur Klein (Frankreich/Italien 1976, Regie: Joseph Losey, Darsteller: Alain Delon, Jeanne Moureau, Michel Londsdale) (Neusynchronisation für DVD)
- Nobody Knows (Japan 2004, Regie: Hirokazu Kore-Eda, Darsteller: Yuya Yagira, Ayu Kitaura, Hiei Kimura, Momoko Shimizu, Hanae Kann) (WDR/DVD)
- Sweet Charity (USA 1968, Regie: Bob Fosse, Darsteller: Shirley MacLaine, John McMartin, Ricardo Montalban, Sammy Davis jr., Chita Rivera) (Neusynchronisation für DVD)
- Wen die Geister lieben (Ghost Town) (USA 2008, Regie: David Koepp, Darsteller: Ricky Gervais, Téa Leoni, Greg Kinnear) (KINO/airline version, nur Regie)

## Synchronregie
- seit 2000: Thomas, die kleine Lokomotive (Fernsehserie + Filme)
- 2017: Mr. Holmes (DVD-Version)
- 2022: The Tourist – Duell im Outback (Fernsehserie)
- 2022–2024: Somebody Somewhere (Fernsehserie)